# Udmurt Kitiak
Udmurt Kitiak (ros. Удмурт Китяк) – wieś (dieriewnia) w Rosji, w obwodzie kirowskim, w rejonie małmyskim. W 2010 liczyła 191 mieszkańców.